# Кармела Бинг
За други употреби на името Бинг виж Бинг (пояснение)
Кармела Бинг (на английски: Carmella Bing) (родена на 21 октомври 1981 в Салем, Орегон, САЩ) е американска порнографска актриса. Снимала се е в над 100 филма.

## Награди
- 2007 UK Adult Film Awards – („Най-добра чуждестранна Изпълнителка“)